# West Ozark Township
West Ozark Township est un township inactif, situé dans le comté de Webster, dans le Missouri, aux États-Unis.
Le township est baptisé en référence aux monts Ozarks.

### Source de la traduction
- (en) Cet article est partiellement ou en totalité issu de l’article de Wikipédia en anglais intitulé « West Ozark Township, Webster County, Missouri » (voir la liste des auteurs).